# African Wildlife Safaris Cycling Team
African Wildlife Safaris Cycling Team is een Australische wielerploeg. De ploeg bestaat sinds 2014. African Wildlife Safaris komt uit in de continentale circuits van de UCI. Stephen Cameron is de manager van de ploeg. Er rijden uitsluitend Australische jongeren in het team. De eerste grote wedstrijd waaraan de ploeg deelneemt is de Herald Sun Tour in februari 2014.

## 2015
| Naam                        | Geboortedatum     | Nationaliteit | Ploeg 2014                              |
| --------------------------- | ----------------- | ------------- | --------------------------------------- |
| Jeremy Cameron              | 21 maart 1993     | Australië     |                                         |
| Michael Crosbie (tot 01/05) | 1 september 1992  | Australië     | Neo                                     |
| Massimo Graziato            | 25 september 1988 | Italië        | Geen                                    |
| Sean Lake                   | 6 december 1991   | Australië     | Neo                                     |
| Patrick Lane                | 29 augustus 1991  | Australië     | Synergy Baku Cycling Project            |
| Shaun O'Callaghan           | 5 juli 1993       | Australië     |                                         |
| Rico Rogers (tot 01/05)     | 25 april 1978     | Nieuw-Zeeland | OCBC Singapore Continental Cycling Team |
| Michael Schweizer           | 16 december 1983  | Duitsland     | Synergy Baku Cycling Project            |
| Alexander Smyth             | 10 december 1988  | Australië     | Neo                                     |
| Oscar Stevenson             | 23 juni 1995      | Australië     | Neo                                     |
| Darcy Woolley               | 18 augustus 1993  | Australië     |                                         |

## 2014
| Naam                       | Geboortedatum     | Nationaliteit | Ploeg 2013 |
| -------------------------- | ----------------- | ------------- | ---------- |
| Jeremy Cameron             | 21 maart 1993     | Australië     | Neo        |
| Nathan Elliott             | 15 december 1990  | Australië     | Neo        |
| Rhys Gillett               | 7 augustus 1990   | Australië     | Neo        |
| Jarryd Jones (tot 31/07)   | 24 september 1993 | Australië     | Neo        |
| Daniel Nelson              | 12 juli 1986      | Australië     | Neo        |
| Shaun O'Callaghan          | 5 juli 1993       | Australië     | Neo        |
| Zachary Quinn (tot 31/07)  | 29 maart 1994     | Australië     | Neo        |
| James Rendall              | 31 mei 1990       | Australië     | Neo        |
| Jason Spencer              | 28 mei 1988       | Australië     | Geen       |
| Trevor Spencer             | 6 juni 1993       | Australië     | Neo        |
| Tyler Spurrell (tot 31/07) | 14 september 1992 | Australië     | Neo        |
| Kyle Thompson (tot 31/07)  | 11 februari 1995  | Australië     | Neo        |
| Darcy Woolley (tot 31/07)  | 18 augustus 1993  | Australië     | Neo        |